# Airdash
Airdash war eine finnische Thrash-Metal-Band aus Helsinki, die im Jahr 1986 gegründet wurde und sich 1992 wieder trennte. Die Band war unter anderem Vorgruppe für Bands wie Suicidal Tendencies und Anthrax.

## Geschichte
Die Band wurde im Jahr 1986 gegründet. Im Folgejahr veröffentlichte die Band ihr erstes Demo namens Airdash. Ihre erste Single Without it / White Lies veröffentlichte die Band im Jahr 1988 bei Kerberos Records. Bei diesem Label veröffentlichte die Band auch ihr Debütalbum  Thank God it's Monday im selben Jahr. Im Folgejahr veröffentlichte BMG das Album in Japan.
Das Folgealbum Hospital Hallucinations Take One wurde im Jahr 1989 über Diablo Records veröffentlicht. Bevor im Jahr 1991 das nächste Album Both Ends of the Path veröffentlicht wurde, das in Europa bei Black Mark Production erschien, verließ Gitarrist Markku „Nirri“ Niiranen die Band und wurde durch Tommy Dolivio ersetzt. Im Jahr 1992 trennte sich die Band. Niiranen und auch Gitarrist Roope Sirén traten später der Band  Stone bei. Sirén und Stone-Bassist Janne Joutsenniemi gründeten später Suburban Tribe. Bassist Kirka Sainio war später auf dem Demo The Cradle (1995) von Gandalf zu hören. Drummer Ykä „Agathon Frosteus“ spielte bei verschiedenen Bands wie Gloomy Grim, Walhalla, Soulgrind, Thy Serpent, Nomicon, Barathrum und Corporal Punishment.

## Stil
Die Band wird zu den Pionieren der finnischen Thrash-Metal-Szene gezählt. Die Band spielte anfangs noch einfachen Thrash Metal, der jedoch auf Both Ends of the Path technisch anspruchsvoller wurde. Die Musik dieses Album war zwischen der von Coroner und Dark Angel anzusiedeln.

## Diskografie
- Airdash (Demo, 1987, Eigenveröffentlichung)
- Without it / White Lies (Single, 1988, Kerberos Records)
- Thank God it's Monday (Album, 1988, Kerberos Records)
- Thank God it's Monday / Helluva Noise (Album, 1988, Kerberos Records)
- Vengeance Through Violence (EP, 1989, Diablo Records)
- Hospital Hallucinations Take One (Album, 1989, Diablo Records)
- Both Ends of the Path (Album, 1991, Black Mark Production)
- Soul of a Renegade / View (Single, 1991, Black Mark Production)
- Liquid Bliss (Single, 1991, Black Mark Production)